# Kaliwatubumi
Kaliwatubumi is een bestuurslaag in het regentschap Purworejo van de provincie Midden-Java, Indonesië. Kaliwatubumi telt 2346 inwoners (volkstelling 2010).